# Battleground (2016)
Battleground (2016) foi um evento de wrestling profissional produzido pela WWE e transmitido em formato pay-per-view e pelo WWE Network, que ocorreu em 24 de julho de 2016, no Verizon Center na cidade de Washington, D.C.. Este foi o quarto evento da cronologia do Battleground, o sétimo pay-per-view de 2016 no calendário da WWE e o último antes do retorno da extensão de marcas recentemente reinstaurada entrasse em pleno vigor. Nove lutas foram disputadas no evento, com uma luta sendo disputada no pré-show. No evento principal, Dean Ambrose reteve com sucesso o WWE Championship em uma luta Triple Threat contra seus ex- companheiros do The Shield, Seth Rollins e Roman Reigns, mantendo o título na marca SmackDown. O show também é notável pela primeira aparição de Randy Orton após uma lesão de nove meses e pela estreia da ex-Campeã Feminina do NXT Bayley no plantel principal.

## Rivalidades
O evento consistiu em nove lutas, incluindo uma no pré-show, que resultaram de enredos roteirizados, onde os lutadores retratavam vilões, heróis ou personagens menos distinguíveis em eventos roteirizados que criaram tensão e culminaram em uma luta ou série de lutas, com resultados pré-determinados pelos escritores da WWE, enquanto as histórias foram desenvolvidas nos principais programas de televisão da WWE, Raw e SmackDown.
No Money in the Bank, Dean Ambrose venceu a luta de escadas do Money in the Bank e subsequentemente o WWE World Heavyweight Championship ao usar o seu contrato contra Seth Rollins, que tinha acabado de vencer o título de Roman Reigns. Na noite seguinte no Raw, depois que a luta para determinar o desafiante #1 entre Reigns e Rollins terminou em duplo count-out, Ambrose disse que defenderia o título contra Reigns e Rollins na mesma noite. Assim, Shane McMahon agendou uma luta triple threat entre os três pelo WWE World Heavyweight Championship no Battleground. Em 21 de junho, dois dias depois do Money in the Bank, Reigns foi suspenso por 30 dias por violar o Programa de Bem-Estar da WWE, que usa testes de drogas para detectar abuso de substâncias. A Pro Wrestling Torch relatou que a WWE sabia da violação antes do Money in the Bank, levando Reigns a perder seu título mundial no evento. Com a suspensão de Reigns terminando antes do Battleground, a WWE continuou a anunciar Reigns como parte do evento principal do Battleground. No episódio de 27 de junho do Raw, Rollins e Ambrose reconheceram a suspensão de Reigns na televisão. No entanto, Stephanie McMahon optou por não remover Reigns da luta no Battleground e, em vez disso, deu a AJ Styles e John Cena a oportunidade de se qualificarem para a luta em lutas contra Ambrose e Rollins. Styles e Cena perderam, quando cada um interferiu nas lutas um do outro. Em 27 de junho, o WWE World Heavyweight Championship foi renomeado como WWE Championship. A extensão de marcas da WWE foi então reinstaurada com Stephanie McMahon nomeada como Comissária do Raw e Shane McMahon nomeado Comissário da SmackDown. Em 18 de julho, uma luta pelo WWE Championship entre Ambrose e Rollins terminou com os dois se imobilizando simultaneamente. Enquanto a comissária do Raw, Stephanie McMahon, declarou Rollins o novo campeão, o árbitro declarou a luta um empate, com Ambrose mantendo o título. No dia seguinte no SmackDown, Ambrose derrotou Rollins em uma revanche para reter o título. Na mesma noite, o Draft de 2016 da WWE aconteceu e Ambrose foi draftado para o SmackDown, enquanto Reigns e Rollins foram draftados para o Raw.
Em dezembro de 2014, no NXT TakeOver: R Evolution, Sami Zayn venceu o NXT Championship de Neville. Após a luta, o amigo de Zayn, Kevin Owens, primeiro deu os parabéns e depois o atacou. Em fevereiro de 2015, no NXT TakeOver: Rival, Owens derrotou Zayn para vencer o NXT Championship. Zayn mudou-se para o plantel principal da WWE no Royal Rumble e eliminou Owens da luta Royal Rumble. No Payback, Owens derrotou Zayn. No Money in the Bank, os dois homens não conseguiram vencer a luta de escadas do Money in the Bank. Zayn derrotou Owens no Raw de 20 de junho, e desafiou Owens para outra luta uma semana depois durante o Highlight Reel de Chris Jericho, que Owens aceitou.
No Money in the Bank, Natalya e Becky Lynch perderam uma luta de duplas contra Charlotte e Dana Brooke. Após a luta, Natalya fez um heel turn e atacou Becky. Natalya atacou Becky novamente na noite seguinte no Raw, e proclamou estar apenas cuidando de si mesma. No episódio de 27 de junho do Raw, Becky atacou Natalya, que estava nos comentários, antes de sua luta contra Summer Rae. No episódio de 4 de julho do Raw, uma luta entre as duas foi agendada para o Battleground. Três noites depois no SmackDown, Natalya atacou Becky e aplicou um Sharpshooter.
No Money in the Bank, AJ Styles derrotou John Cena após o The Club interferir, executando um Magic Killer em Cena. Na noite seguinte no Raw, Styles e Luke Gallows atacaram Cena durante sua luta contra Karl Anderson. No Raw de 27 de junho, Cena e Styles custaram um ao outro a chance de se envolverem na luta pelo WWE Championship no Battleground e então Gallows e Anderson aplicaram um Magic Killer em Cena na rampa de entrada. No Raw de 4 de julho, o The Club atacou Cena novamente até que Enzo Amore e Big Cass salvaram Cena. Mais tarde naquela noite, uma luta de trios foi marcada para o Battleground.
No Raw de 11 de julho, Darren Young venceu uma batalha real para ganhar uma luta pelo Intercontinental Championship de The Miz no Battleground.
No episódio de 7 de julho do SmackDown, Zack Ryder venceu uma luta contra Sheamus e então desafiou Rusev para uma luta pelo United States Championship. No Raw de 11 de julho, Rusev atacou Ryder após sua luta contra Sheamus e aceitou o desafio de Ryder para o Battleground.
No Raw de 20 de junho, a Wyatt Family retornou e foi interrompida pelos Campeões de Duplas da WWE The New Day. As duas equipes abordaram uma à outra em suas promos nas semanas seguintes. No Raw de 4 de julho, a Wyatt Family convidou o The New Day para ir ao complexo da família, que o New Day aceitou. Na semana seguinte no Raw, o The New Day apareceu no complexo e ambas as equipes lutaram até que o New Day fugisse. Em 12 de julho, uma luta de trios entre as duas equipes foi agendada para o Battleground.
Após seu retorno no início de junho, Sasha Banks reacendeu sua rivalidade com Charlotte, que havia formado uma dupla com Dana Brooke enquanto Sasha estava em um hiato. No episódio de 20 de junho do Raw, Sasha resgatou Paige de um ataque de Brooke e Charlotte. No episódio de 27 de junho do Raw, Sasha e Paige derrotaram Dana e Charlotte. Nas semanas seguintes, Charlotte e Dana continuaram a provocar Sasha. Na esperança de ganhar uma luta pelo título com Charlotte, Sasha derrotou Dana no Raw de 11 de julho e novamente no Smackdown de 14 de julho. Mais tarde naquela noite, Charlotte e Dana foram agendadas para lutar contra Sasha e uma parceira misteriosa no Battleground.
Depois que Randy Orton foi revelado como o oponente de Brock Lesnar para o SummerSlam, ele foi anunciado como o convidado de Chris Jericho em um episódio especial do The Highlight Reel no Battleground.
Em 22 de julho, uma luta entre The Usos e Breezango foi marcada para o pré-show do Battleground.

## Evento
| Função:                   | Nome:                          |
| ------------------------- | ------------------------------ |
| Comentaristas em inglês   | Michael Cole (PPV)             |
| Comentaristas em inglês   | John "Bradshaw" Layfield (PPV) |
| Comentaristas em inglês   | Byron Saxton (PPV + Pré-show)  |
| Comentaristas em inglês   | Mauro Ranallo (Pré-show)       |
| Comentaristas em espanhol | Carlos Cabrera                 |
| Comentaristas em espanhol | Marcelo Rodríguez              |
| Comentaristas em alemão   | Carsten Schaefer               |
| Comentaristas em alemão   | Sebastian Hackl                |
| Anunciadores de ringue    | Greg Hamilton                  |
| Anunciadores de ringue    | Lilian Garcia                  |
| Entrevistador             | Tom Phillips                   |
| Painel do pré-show        | Renee Young                    |
| Painel do pré-show        | Booker T                       |
| Painel do pré-show        | Corey Graves                   |
| Painel do pré-show        | Jerry Lawler                   |

### Pré-show
Durante o pré-show do Battleground, Breezango (Tyler Breeze e Fandango) enfrentaram The Usos (Jimmy e Jey Uso). A luta terminou quando Jimmy tentou um Samoan Splash em Breeze, mas Breeze rebateu e imobilizou Jimmy com um small package para a vitória.

### Lutas preliminares

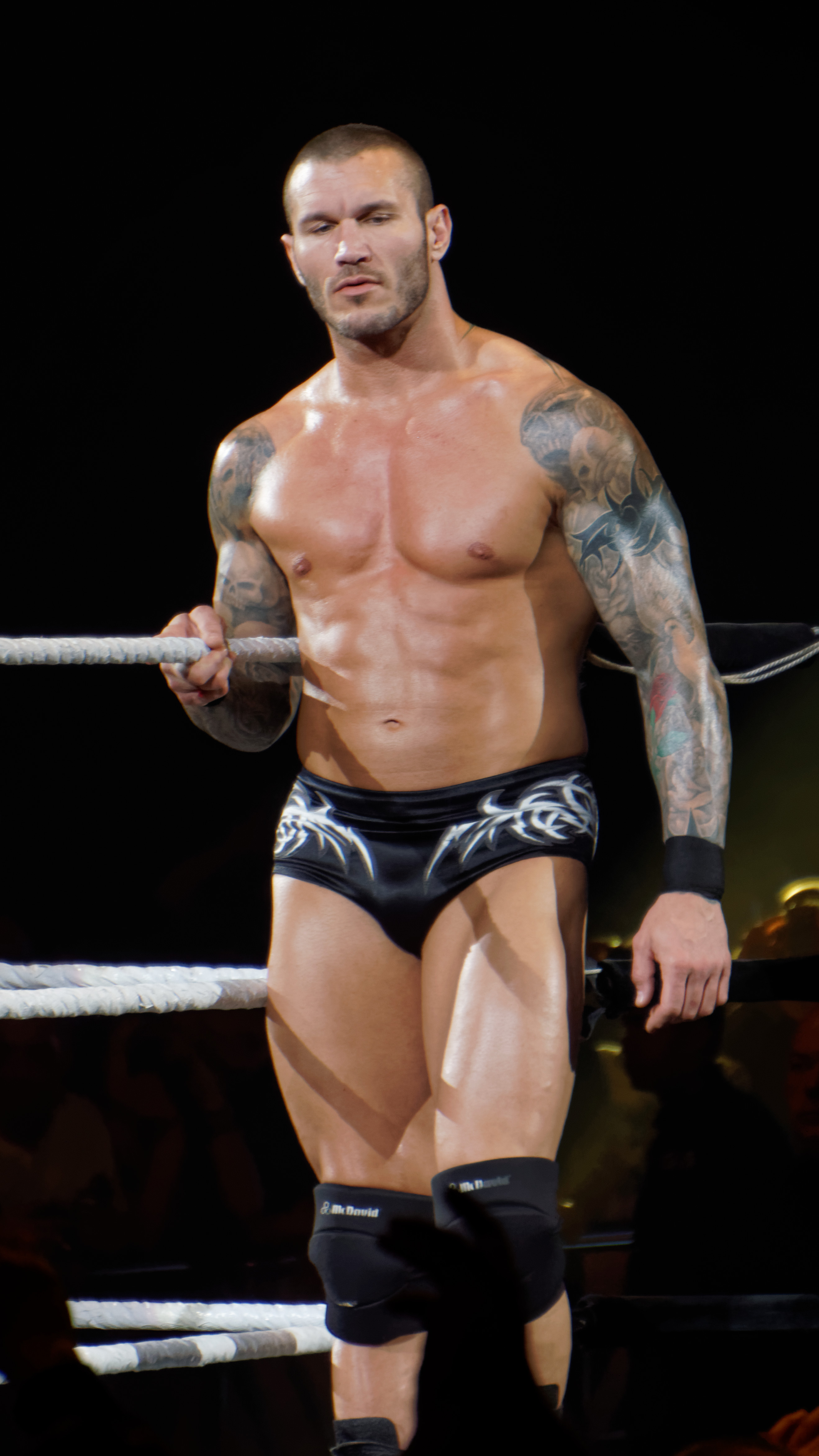
Randy Orton fez o seu retorno após uma lesão de nove meses

O pay-per-view real começou com a Campeã Feminina da WWE Charlotte e Dana Brooke enfrentando Sasha Banks e sua parceira misteriosa, que foi revelada como Bayley. No final, Sasha forçou Charlotte a submeter-se ao Bank Statement para vencer a luta.
Em seguida, a Wyatt Family (Bray Wyatt, Erick Rowan e Braun Strowman) enfrentaram os Campeões de Duplas da WWE The New Day (Big E, Kofi Kingston e Xavier Woods) em uma luta de trios. No clímax da luta, Big E executou um Spear em Strowman, que estava de pé no apron do ringue. Woods ficou chocado e recuou após Bray Wyatt fazer um spiderwalk. Wyatt então executou um Sister Abigail em Woods para a vitória.
Depois disso, Rusev defendeu o United States Championship contra Zack Ryder. A luta terminou quando Ryder executou um Rough Ryder em Rusev e tentou um Elbro Drop, mas Rusev rebateu o movimento e executou um Jumping Sidekick na parte de trás da cabeça de Ryder. Rusev forçou Ryder a se submeter ao The Accolade para reter o título. Após a luta, Rusev atacou Ryder até que o parceiro de equipe de Ryder, Mojo Rawley apareceu. Rusev evitou um confronto e saiu do ringue.
Na quarta luta, Kevin Owens enfrentou Sami Zayn. Zayn executou um Blue Thunder Bomb em Owens para uma contagem de dois. Zayn executou um Brainbuster no apron do ringue em Owens. Owens executou um Bullfrog Splash em Zayn para uma contagem de dois. Zayn executou dois Half and Half Suplexes para uma contagem de dois. Owens rebateu um Helluva Kick em um Pop-up Powerbomb, mas Zayn colocou o pé na corda para anular o pinfall. No final, Owens implorou a Zayn para ficar no chão, mas Zayn executou um Exploder Suplex no turnbuckle e um Half and Half Suplex, seguido por dois Helluva Kicks para garantir a vitória.
Em seguida, Natalya enfrentou Becky Lynch. O fim veio depois que Natalya aplicou um Sharpshooter. Becky acabou se submetendo, então Natalya venceu a luta.
Depois disso, The Miz defendeu o Intercontinental Championship contra Darren Young. A luta terminou quando Maryse fingiu cair como se Bob Backlund a tivesse atacado, fazendo com que Miz empurrasse Backlund. Young então aplicou um Crossface Chickenwing em Miz fora do ringue. Os árbitros separaram os dois competidores e consideraram a luta uma desqualificação dupla.
Na luta seguinte, John Cena se juntou a Enzo Amore e Big Cass para enfrentarem o The Club (Karl Anderson, Luke Gallows e AJ Styles) em uma luta de trios. No final, Cena executou um Super Attitude Adjustment em Styles para a vitória.
Chris Jericho então apresentou o The Highlight Reel com Randy Orton, que fez sua primeira aparição após nove meses devido a uma lesão. Jericho constantemente repreendeu o comportamento de Orton antes de sua luta no SummerSlam contra Brock Lesnar (incluindo um vídeo de Lesnar mostrando seus feitos de força) para provocar Orton a atacá-lo, eventualmente resultando em Orton atacando Jericho com um RKO.

### Evento principal

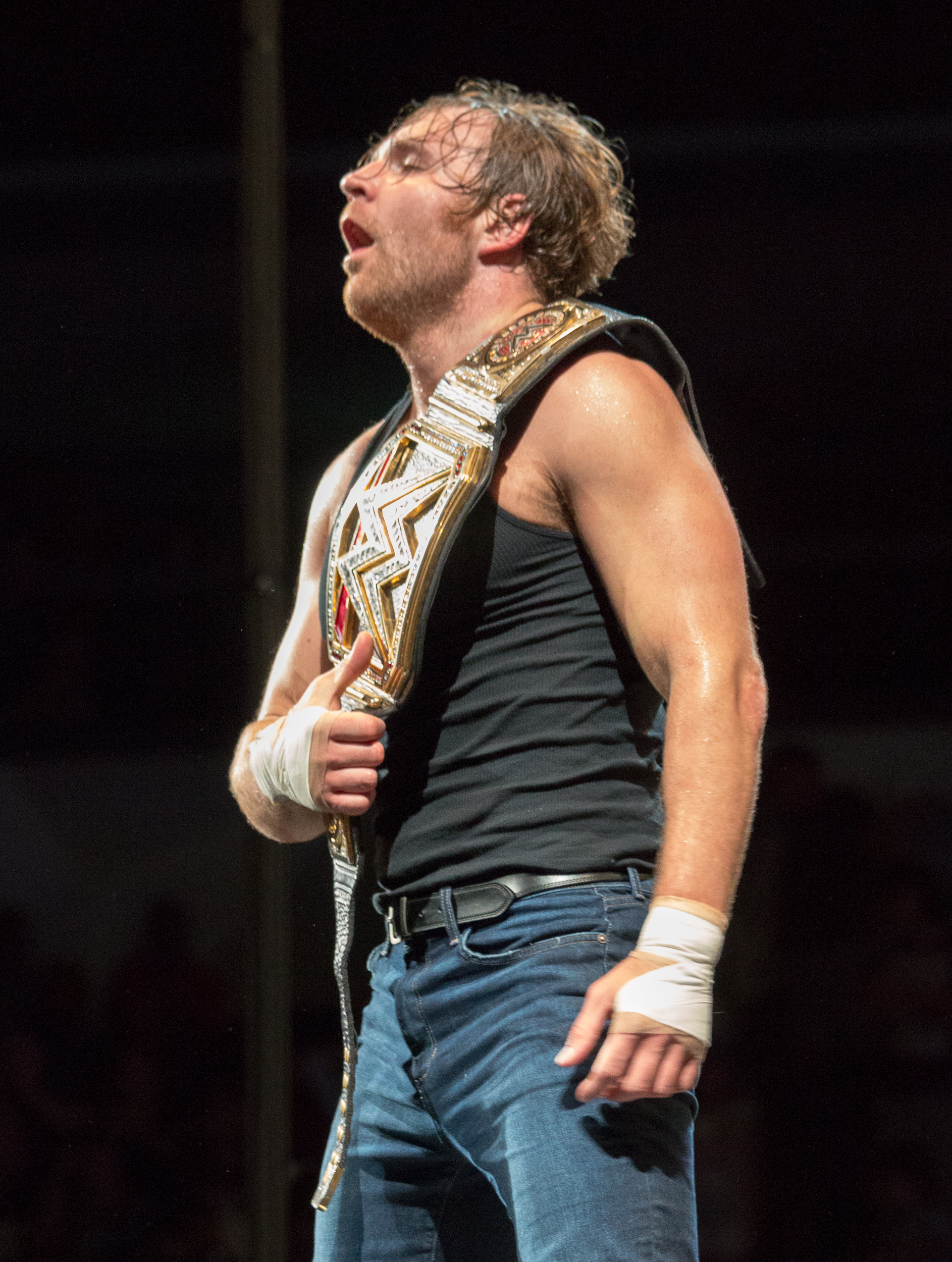
Dean Ambrose defendeu o WWE Championship contra seus ex-companheiros do The Shield Roman Reigns e Seth Rollins no evento principal

No evento principal, Dean Ambrose defendeu o WWE Championship contra Seth Rollins e Roman Reigns. Durante a luta, Ambrose e Rollins se uniram para atacar Reigns, realizando um Double Powerbomb em Reigns através de uma mesa de transmissão para tirá-lo temporariamente da luta. No clímax da luta, Rollins executou um Pedigree em Reigns para uma contagem de dois. Rollins executou um Turnbuckle Powerbomb em Reigns, que aplicou um Superman Punch e um Spear em Rollins. Ambrose então aplicou um Dirty Deeds em Reigns para vencer a luta e reter o título. Após a luta todo o elenco do SmackDown veio ao ringue para comemorar com Ambrose quando o evento terminou.

## Depois do evento

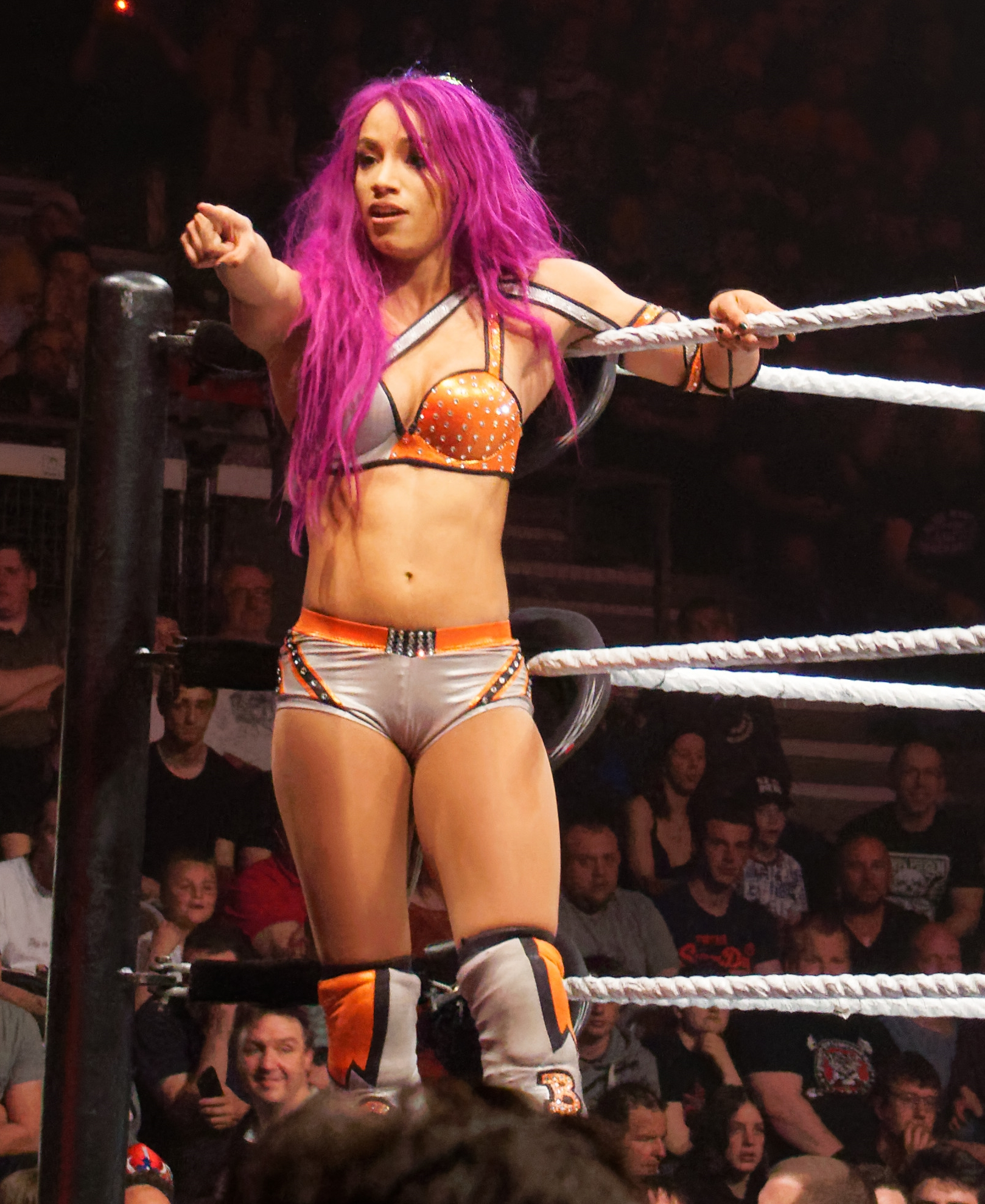
Na noite seguinte no Raw, Sasha Banks derrotou Charlotte para conquistar o WWE Women's Championship.

Com Dean Ambrose retendo o WWE Championship no Battleground, o Raw ficou sem um título mundial. Na noite seguinte no episódio do Raw, a Comissária Stephanie McMahon e o Gerente Geral Mick Foley anunciaram um novo título mundial para o Raw, o WWE Universal Championship; o WWE Championship foi então renomeado para WWE World Championship. Como escolha número um do Raw no draft, Seth Rollins foi nomeado um candidato ao título e enfrentaria Finn Bálor, que se tornou o segundo candidato ao derrotar Roman Reigns, marcando uma luta entre Rollis e Bálor pelo título no SummerSlam. Depois que Sasha Banks e Bayley derrotaram Charlotte e Dana Brooke no Battleground, Banks enfrentou Charlotte pelo WWE Women's Championship na noite seguinte no episódio do Raw e derrotou Charlotte para ganhar vencer o WWE Women's Championship pela primeira vez. Na edição de 26 de julho de 2016 do SmackDown, Dolph Ziggler derrotou AJ Styles, John Cena, Bray Wyatt, Apollo Crews e Baron Corbin em um Six-Pack Challenge para ganhar uma luta pelo WWE World Championship contra Dean Ambrose no SummerSlam.

## Resultados
| Nº                                          | Resultados | Estipulações                                           | Tempo |
| ------------------------------------------- | --- | ------------------------------------------------------ | ----- |
| Pré- show                                   | Breezango (Tyler Breeze e Fandango) derrotaram The Usos (Jey Uso e Jimmy Uso)                                            | Luta de duplas                                         | 5:26  |
| 1                                           | Sasha Banks e Bayley derrotaram Charlotte e Dana Brooke por submissão                                                    | Luta de duplas                                         | 7:25  |
| 2                                           | The Wyatt Family (Bray Wyatt, Braun Strowman e Erick Rowan) derrotaram The New Day (Big E, Kofi Kingston e Xavier Woods) | Luta de trios                                          | 8:47  |
| 3                                           | Rusev (c) (com Lana) derrotou Zack Ryder por submissão                                                                   | Luta individual pelo WWE United States Championship    | 7:01  |
| 4                                           | Sami Zayn derrotou Kevin Owens                                                                                           | Luta individual                                        | 18:22 |
| 5                                           | Natalya derrotou Becky Lynch por submissão                                                                               | Luta individual                                        | 9:04  |
| 6                                           | The Miz (c) (com Maryse) contra Darren Young (com Bob Backlund) acabou em dupla desqualificação                          | Luta individual pelo WWE Intercontinental Championship | 8:41  |
| 7                                           | John Cena, Enzo Amore e Big Cass derrotaram The Club (AJ Styles, Luke Gallows e Karl Anderson)                           | Luta de trios                                          | 14:30 |
| 8                                           | Dean Ambrose (c) derrotou Seth Rollins e Roman Reigns                                                                    | Luta triple threat pelo WWE Championship               | 18:03 |
| (c) – Refere-se aos campeões antes da luta. | |                                                        |       |